# Іспанія в Першій світовій війні
Іспанія в Першій світовій війні (ісп. España en la Primera Guerra Mundial) — політична позиція Іспанського королівства протягом Першої світової війн. Іспанія залишалася нейтральною під час Першої світової війни в період між 28 липня 1914 року до 11 листопада 1918 року, і, незважаючи на внутрішні економічні труднощі, вона вважалася «однією з найважливіших нейтральних країн Європи до 1915 року». Іспанія дотримувалася нейтралітету попри політичні труднощі повоєнної Європи і продовжувала зберігати нейтралітет після війни до початку громадянської війни в Іспанії в 1936 році. Іспанські військові не втручалися в перебіг подій на фронтах війни, і хоча іспанські збройні сили прямої участі у війні не брали, наприкінці 1915 року німецькі війська були інтерновані в Іспанській Гвінеї.

## Історія
7 серпня 1914 року прем'єр-міністр Іспанії Едуардо Дато, оголосив королівський указ про дотримання Іспанією нейтралітету. «Існуючий, на жаль, стан війни між Австрією, Угорщиною та Сербією […] уряд Його Величності вважає за обов'язок наказати іспанським підданим дотримуватися найсуворішого нейтралітету».
За це Дато аплодували в Кортесах, коли вони знову зібралися 30 жовтня. Думки громадськості розділилися. Вищі класи (аристократія та багата буржуазія), католицька церква та іспанська армія загалом віддавали перевагу Центральним державам, які зазвичай ототожнювали з Німеччиною. Серед політичних партій германофільська тенденція була представлена серед реакційних карлістів і консервативних мавристів, послідовників Антоніо Маури, який сам виступав за тісніші зв'язки з союзниками через пакт Іспанії з Великою Британією та Францією 1907 року, розроблений для стримування німецького колоніалізму у Північній Африці. Просоюзницькі настрої, які були загалом франкофільськими, були найбільш поширені серед середнього та робітницького класів, а також інтелектуалів. Ця прихильність була поширеною серед каталонських націоналістів, республіканців і соціалістів. Декілька лібералів, у тому числі Альваро де Фігероа, лідер опозиції в Кортесах, також були прибічниками союзників разом з Мігелем де Унамуно та іншими видатними членами іспанської інтелігенції.
Протягом 1914-18 років іспанська армія продовжувала утримуватися на штатах мирного часу без проведення розширених мобілізаційних заходів на відміну від інших нейтральних країн (Нідерландів, Данії, Швейцарії та Швеції), які перебували у близькості до районів ведення фактичних бойових дій.
Нейтралітет Іспанії залишив країну поза межами технологічних змін, які сталися в контексті ведення війни державами Європи, отже ще наприкінці війни в листопаді 1918 року іспанська військова авіація опинилася в ситуації явної неповноцінності в засобах порівняно з іншими країнами.
Єдиним випадком залученості іспанської армії у війну стала так звана «справа Фернандо По» 1916 року, яка поставила під загрозу іспанський нейтралітет. Британські, французькі та бельгійські війська окупували німецький Камерун, змусивши 6000 Schutztruppe (тубільні колоніальні війська на чолі з німецькими офіцерами) відступити до сусідньої Іспанської Гвінеї. Будучи офіційно інтернованими на іспанському колоніальному острові Фернандо По, ця грізна сила добре дисциплінованих військ продовжувала навчання та тренування під німецьким контролем.
Відчуваючи постійну загрозу своїм власним африканським володінням, союзники погрожували вторгненням в іспанську колонію. Іспанський уряд зміг розрядити ситуацію, перекинувши німецьких офіцерів до самої Іспанії, тоді як африканські Schutztruppe залишалися на Фернандо-По до перемир'я 11 листопада 1918 року.